# Кирилл Транквиллион-Ставровецкий
Кирилл Ставровецкий, также — Транквиллион-Ставровецкий и Ставровецкий Безродный (зап. русс.: Киріл Транквѣлион Ставровецкий, укр. Кирило Транквіліон-Ставровецький, бел. Кірыла Транквіліён-Стаўравецкі; ум. 1646, Чернигов, Речь Посполитая) — западнорусский православный богослов, философ, проповедник, впоследствии поддержавший унию церквей. Основатель типографии в Чернигове.
После осуждения его трудов Киевской православной митрополией перешёл в унию и стал одним из самых влиятельных сторонников унии католической и православной церквей, через свои труды оказавшим влияние на православное духовенство в Русском государстве, в частности, на вологодских старцев.

## Биография
Дата и место рождения Кирилла Транквиллиона Ставровецкого неизвестны, существует по меньшей мере три гипотезы о возможном месте его рождения: село Ставров на Волыни, село Ставрово в Гродненской земле, село Ставрово под Минском. Точное место рождения Кирилла установить невозможно. Кирилл Транквиллион-Ставровецкий часто менял места деятельности: Львов (учительство в братской школе в 1589), затем переезд на короткий срок в Вильно, затем снова во Львов, Уневский монастырь, затем в Замостье.
В селе Рохманове он с большими усилиями опубликовал в 1619 году «Евангелие учительное», состоящее из слов на воскресные и праздничные дни. «Евангелие учительное» было напечатано белорусским гравёром Максимом Вощанкой около 1698/1699 гг. Произведение, с одной стороны, получило широкое распространение, причём, как в Речи Посполитой, так и в Русском царстве, с другой, постоянно встречало крайне негативную характеристику со стороны православных духовных властей. После восстановления киевской митрополии её глава — Иов Борецкий, на соборе 1625 года вынес решение о несоответствии творчества Кирилла Транквиллиона-Ставровецкого православному канону, следовании его католической традиции и составил список «ошибок» «Евангелия Учительного».
Также опубликовал в 1618 году — «Зерцало Богословия» (2 изд., 1692), в 1646, в Чернигове — «Перло многоценное» (2 изд., 1690) — сборник похвал Богоматери, ангелам и святым, о страшном суде и кончине мира. «Евангелие учительное» было, в соответствии с решением Киевской митрополии, признано в Москве сочинением папистическим и царским указом его было приказано уничтожать.
В «Евангелии…» (Киев, 1619 г.) дал следующее определение Бога: Бог есть существо пресущественное, албо бытность над все бытности, сама истотная бытность през ся стоящая, простая, несложная, без початку, без конца, без ограничения, величеством своим объемлет вся видимая и невидимая…
В 1627 году был издан указ царя Михаила Федоровича о конфискации и публичном сожжении произведений Кирилла Транквиллиона-Ставровецкого, «чтоб та ересь и смута в мире не была».

## Дело о вологодских еретиках
Труды Кирилла Транквиллиона Ставровецкого оказали влияние на вологодских старцев и сохранились в Вологде, несмотря на решение Киевской митрополии и последовавший за её решением царский указ. Особую популярность труды Кирилла Транквиллиона-Ставровецкого получили в кругу вологодского попа Ивана Филимонова и подьячего Агейки Семёнова.